# Eurychaeta
Eurychaeta is een geslacht van insecten uit de familie van de Bromvliegen (Calliphoridae), die tot de orde tweevleugeligen (Diptera) behoort.

## Soorten
- E. muscaria (Meigen, 1826)
- E. palpalis (Robineau-Desvoidy, 1830)